# Марко Новосел
Марко Новосел (Нова Градишка, 24. јануар 1936), хрватски је певач забавне музике.

## Биографија
Најистакнутији представник белканта у бившој Југославији. Велику популарност стекао је у периоду од 1958. - 1965. године, када је на фестивалима лансирао песме: У недиљу, Ане, Машкаре, Загреб, Загреб, Веслај, веслај, Због чега те волим и многе друге.
Уз Иву Робића, један је од пионира југословенске забавне музике педесетих година. Каријеру је почео као петнаестогодишњак на Првом пљеску у Загребу изводећи песму Крај логорске ватре, Алфија Кабиља. Са појавом првих фестивала у Загребу, Опатији и Београду, био је међу првим извођачима. На опатијском фестивалу 1959. године, имао је своју прву хит песму Аутобус Калипсо, коју је певао у дуету са Бети Јурковић, да би следеће године поново на фестивалу у Опатији лансирао велики хит У недиљу, Ане (Кад си купим мали моторин). Обе песме су и данас евергрин.
Изводио је најчешће поп песме у латиноамеричком ритму, а најпопуларнији је био педесетих и шездесетих година 20. века. Радо је наступао у дуетима са тада популарним певачицама: Лолом Новаковић, Габи Новак, Аницом Зубовић, Бети Јурковић, Надом Кнежевић... Крајем шездесетих година, његова популарност опада, па је једно време провео у Америци, покушавајући да тамо оствари певачку каријеру. Седамдесетих година, жени се мариборском певачицом Ервином Штелцл, где и данас живи.

## Фестивали
Опатија:
- Аутобус Калипсо (дует са Бети Јурковић), друга награда публике и трећа награда стручног жирија, '59
- Сандолина (дует са Надом Кнежевић), '59
- Кад се вратиш, '59
- Продавач новина (алтернација са Ђорђем Марјановићем), друга награда жирија и трећа награда слушалаца ЈРТ, '60
- У недиљу, Ане (Кад си купим мали моторин), '60
- Волио би да ме волиш, '61
- Ветар и пољупци, '62

Сплит:
- Машкаре (дует са Аницом Зубовић), друга награда публике, '62
- Носталгија, друга награда стручног жирија, '62
- Веслај (Баркарола), (дует са Габи Новак), '63
- Далматинке мале (дует са Зденком Вучковић), '63
- Кап по кап, (дует са Габи Новак), '64
- Дођеш ли, незнанко лијепа, '65
- Плови, плови, '70

Загреб:
- Три пријатеља / Ружан сан / Ти, ријека и ти, '60
- Свитање / Кад пођеш, '61
- Удварање / Оглас, '62
- Малена / Суседа моја / Мој Загреб, '63
- Загреб, Загреб (Вече шансона), прва награда публике, награда за песму о Загребу и награда за аранжман, '63
- Реци ми своје име, '73
- Месец сребро тке, '75

Београдско пролеће:
- Валови, трећа награда публике, '61
- Твоја песма, 63

Фестивал Елида фаворит, Сапониа:
- Обијесни скитач, '63

Крапина:
- Под старим крововима, '66
- Дошел бум ву Загорје назај, прва награда публике друге вечери фестивала, трећа награда Ревије Викенд и награда за аранжман, '70
- Гди су они лепи цајти (дует са Душаном Данчуом), '70
- Ми смо ту навек, '71
- Кипец в облоку, '72
- То мало землице, '75
- Опет сем се теби врнул, '76
- Остал бум ту, '80
- Загорска веселица, 2007

Фестивал револуционарне и родољубне пјесме:
- Химна срца мога, '75

Славонија, Пожега:
- Пошла дика, '79
- Завичају, '80